# Vaires-sur-Marne
Vaires-sur-Marne è un comune francese di 12 203 abitanti situato nel dipartimento di Senna e Marna nella regione dell'Île-de-France.

## Aree naturali
Nel comune si trova parte del parco pubblico Île de loisirs de Vaires-Torcy, che ospita il campo di regata sede delle gare di canottaggio e canoa/kayak dei Giochi della XXXIII Olimpiade e quelle di canoa e canottaggio dei XVII Giochi paralimpici estivi.

## Società

### Evoluzione demografica
Abitanti censiti